# Pogorzel (gmina Celestynów)
Pogorzel – wieś sołecka w Polsce położona w województwie mazowieckim, w powiecie otwockim, w gminie Celestynów.
1 października 1932  część folwarku Pogorzel o powierzchni 97 ha, 55 a, 29 m² włączono do miasta Otwocka w powiecie warszawskim.
W latach 1975–1998 miejscowość należała administracyjnie do województwa warszawskiego.